# Juli 1933
| Deze maand                                                                                         |
| -------------------------------------------------------------------------------------------------- |
| - Duitse partijen ontbonden - Economisch Conferentie mislukt - Gedwongen sterilisatie in Duitsland |

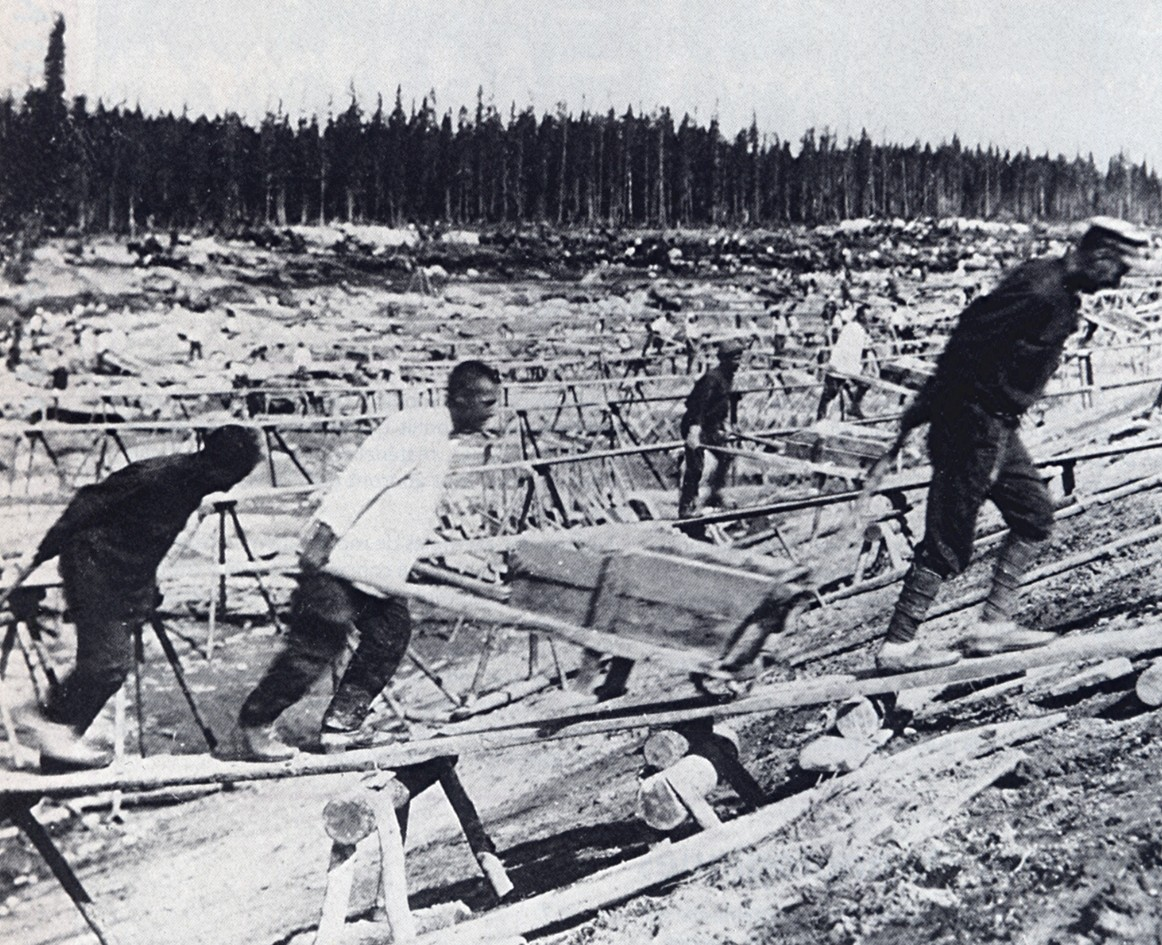
bouw van het Witte Zeekanaal

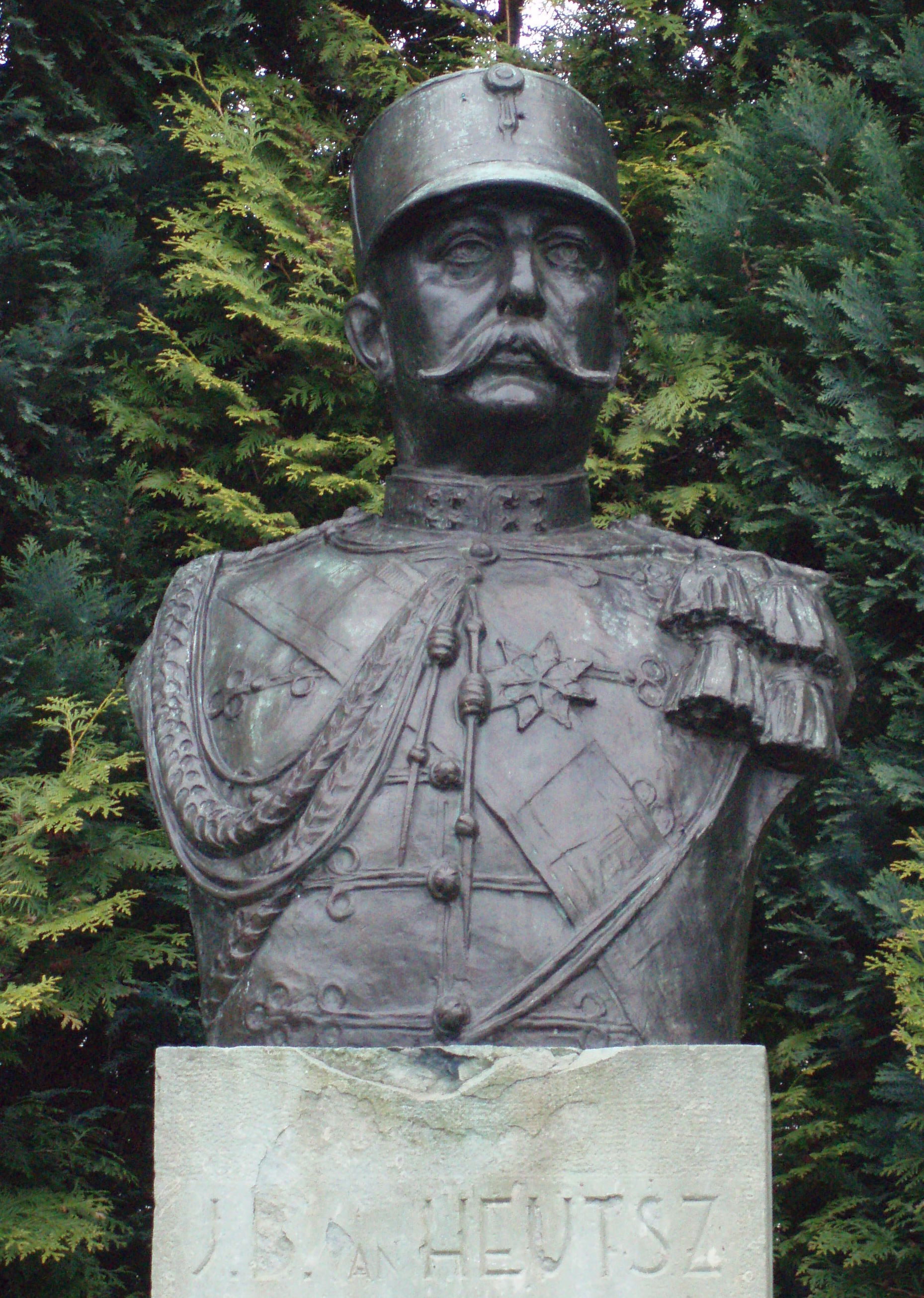
van Heutsz-monument in Coevorden

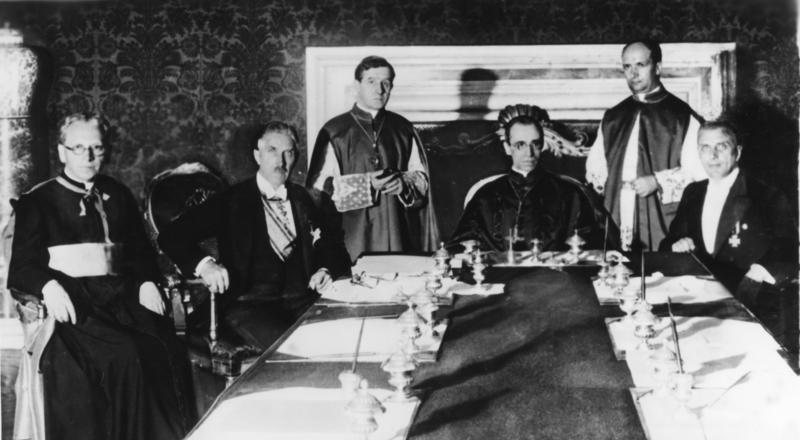
ondertekening van het Concordaat van Rome

De volgende gebeurtenissen speelden zich af in juli 1933. Sommige gebeurtenissen kunnen één of meer dagen te laat zijn vermeld doordat ze op de datum staan aangegeven waarop ze bekend zijn geworden in plaats van de datum waarop ze werkelijk hebben plaatsgevonden.
- 1: De handelsoorlog tussen het Verenigd Koninkrijk en de Sovjet-Unie wordt beëindigd.
- 3: De Sovjet-Unie sluit een conventie met Afghanistan, Estland, Letland, Perzië, Polen, Roemenië en Turkije waarin het begrip 'aanval' voor hun niet-aanvalsverdragen wordt gedefinieerd.
- 5: Het Witte Zeekanaal wordt voltooid.
- 5: De Bayerische Volkspartei wordt ontbonden.
- 6: De Deutsche Zentrumspartei ontbindt zichzelf onder druk van de Duitse regering. Haar afgevaardigden blijven als partijlozen in de volksvertegenwoordiging aanwezig.
- 6: De Sovjet-Unie, Roemenië, Joegoslavië, Tsjecho-Slowakije en Turkije tekenen een conventie van gelijke strekking als die genoemd bij 3 juli.
- 6: Arthur Henderson, voorzitter van de ontwapeningsconferentie, begint een bezoek aan de diverse Europese hoofdsteden om de tegenstellingen te proberen op te lossen.
- 8: Buitenlanders die politieke activiteiten ontplooien kunnen uit Nederland worden gezet. De maatregel is vooral gericht op Duitse nationaalsocialisten.
- 8: Onthulling van een borstbeeld van Joannes Benedictus van Heutsz in Coevorden door Hendrik van Mecklenburg-Schwerin
- 10: Frankrijk en Portugal raken in een tarievenoorlog.
- 11: Ter bestrijding van de economische crisis sticht president Roosevelt een "superkabinet" met naast de kabinetsleden ook vertegenwoordigers van onder meer landbouw en industrie. Deze zal zich onder meer bezighouden met werkverschaffing en reorganisatie van de industrie.
- 15: Het Viermogendhedenpact wordt in Rome formeel getekend.
- 15: De Katholiek Democratische Bond stemt in met de fusie met de Rooms-Katholieke Volkspartij tot Katholiek Democratische Partij.
- 18: Het superkabinet doet een verordening uitgaan tegen industrieën die niet uit zichzelf aan werktijdverkorting, loonsverhoging en het aannemen van werklozen doen.
- 20: Turkije besluit per 1 januari 1934 het metrieke stelsel in te voeren.
- 20: De Amerikaanse minister van Buitenlandse Zaken Cordell Hull doet voorstellen om verdere handelsbelemmeringen tegen te gaan.
- 20: Duitsland sluit het concordaat van Rome met het Vaticaan:
  - Geen katholieke politieke partijen en verenigingen
  - De katholieke godsdienstige vereniging staat onder staatscontrole
  - Alle kerkelijke eigendommen worden door de staat erkend
  - De kerk krijgt een zekere vrijheid inzake het onderwijs
- 22: In Spanje wordt een grote samenzwering ter omverwerping van de regering ontdekt. In reactie hierop worden meer dan 1200 personen in hechtenis genomen.
- 25: Roosevelt stelt een noodverordening in die hem de mogelijkheid geeft arbeidstijdverkorting, loonsverhoging en controle op beursmanipulaties in te stellen.
- 25: In Ierland wordt onder leiding van Eoin O'Duffy een fascistische organisatie opgericht, de National Guard.
- 25: De werkzittingen van de economische wereldconferentie worden afgesloten. De conferentie geldt als volledig mislukt.
- 25: De Sint Petruskerk in Leiden wordt door brand verwoest.
- 25: In heel Duitsland worden uitgebreide controles uitgevoerd om 'staatsvijandige' personen en ondergrondse communistische organisaties op te sporen.
- 26: De Nederlandse regering stelt een verbod op politieke uniformen voor.
- 26: De Italiaanse minister van Oorlog, generaal Pietro Gazzera, treedt af. Mussolini gaat nu zelf dit ministerschap bekleden.
- 27: In Duitsland wordt een wet aangenomen die de eventueel gedwongen sterilisatie van personen met een ernstige ziekte mogelijk maakt.
- 28: Ten gevolge van een sprinkhanenplaag heerst in grote delen van China hongersnood.
- 29: Arthur Henderson van de ontwapeningsconferentie komt terug van zijn reis langs de Europese hoofdsteden. Op sommige punten ziet hij goede hoop op overeenstemming, maar bij andere essentiële punten, zoals de duur van de eerste fase van de overeenkomst en de afschaffing en vernietiging van aanvalswapens, blijven er grote moeilijkheden.
- 30: Spanje erkent de Sovjet-Unie.
- 30: Bij invallen bij leden van de Blueshirts (de Ierse fascistische organisatie) worden wapens in beslag genomen en wapenvergunningen ingetrokken.
- 31: Soekarno wordt gearresteerd wegens het verspreiden van een pamflet dat de onafhankelijkheid van Indonesië bepleit.

<< · januari · februari · maart · april · mei · juni · juli · augustus · september · oktober · november · december · >>